# Igreja Presbiteriana na Coreia (KoRyu) (1976-2015)
A Igreja Presbiteriana na Coreia (Goveo, Koryo ou KoRyu) - em coreano 대한예수교장로회(고려) - foi uma denominação reformada, formada na Coreia do Sul em 1976, por grupo dissidente da Igreja Presbiteriana na Coreia (Kosin).
À época, a Assembleia Geral da Igreja Presbiteriana na Coreia (Kosin) decidiu que era possível que membros da igreja ingressassem com processos judiciais uns contra os outros. Os membros que discordavam desta decisão abandonaram a denominação e fundaram a Igreja Presbiteriana na Coreia KoRyu.
Em 2015, a denominação votou por se unir novamente à Igreja Presbiteriana na Coreia (Kosin), quando esta mudou seu posicionamento e proibiu que os membros ingressassem com processos judiais uns contra os outros.

## História
Em 1976, a Igreja Presbiteriana na Coreia (Kosin) recebeu em sua Assembleia Geral o questionamento quando a possibilidade dos membros da igreja demandarem um contra outro no Poder Judiciário. À época, a denominação decidiu que era permitir aos membros processarem uns aos outros. Esta decisão desagradou alguns membros, que no mesmo ano se separaram e fundaram a Igreja Presbiteriana na Coreia (KoRyu).
Em 2013, o pastor Won-tae Seok, da Igreja Kyunghyang, a maior igreja filiada a denominação, foi acusado de adultério. Após admitir o adultério, o pastor foi expulso da denominação, mas não renunciou o seu cargo no seminário da denominação. Devido as críticas, um grupo de igrejas que apoiavam o pastor, saíram da denominação e fundaram Igreja Presbiteriana na Coreia (KoRyu) - Presbitério do Sul de Seul. O Seminário Teológico Koryu também se desligou da denominação principal e aderiu ao Presbitério Sul de Seul. Igualmente, cerca de 400 membros descontentes com a postura do pastor, fundaram uma nova igreja vinculada à Igreja KoRyu.
Simultaneamente, a denominação tornou-se membro do Concílio de Igrejas Presbiterianas na Coreia e começou a se relacionar novamente com a Igreja Presbiteriana na Coreia (Kosin). Depois de 2014, a Igreja Kosin decidiu voltar atrás no seu posicionamento e proibiu que os membros processassem uns aos outros. Logo, em 2015 as duas denominações votaram por se reunir novamente.

## Doutrina
A Igreja KoRyu subscrevia a Confissão de Fé de Westminster e o Credo dos Apóstolos.